# 鳥井牧場
有限会社鳥井牧場（とりいぼくじょう）とは、北海道日高郡新ひだか町三石本桐にある競走馬（サラブレッド）の生産牧場である。2008年時点では7頭の繁殖牝馬を繋養していた。

## おもな生産馬
- ユートジョージ（1990年NHK杯）
- マリーゴッド（1993年函館3歳ステークス[3]）
- オイワケヒカリ（2001年フローラステークス）
- ナリタカサブランカ[4] - 2008年誕生。ディープインパクトの産駒第1号として話題になった[2][1][4]。